# Крісті Вангєлі
Крі́сті Вангє́лі (алб. Kristi Vangjeli, нар. 5 вересня 1985 Корча, Албанія) — албанський та грецький футболіст, захисник. Виступав за національну збірну Албанії. 
Відомий виступами за український футбольний клуб «Чорноморець» з Одеси, а також молодіжну збірну Албанії. Трьохразовий фіналіст кубка Греції, бронзовий призер другого дивізіону чемпіонату Греції, а також фіналіст кубка України.

## Життєпис

### Клубна кар'єра

#### Перші роки
У п'ять років батьки віддали Вангєлі до місцевої футбольної школи клубу «Скендербеу» під нагляд тренера Беніна Бета. Там Крісті вчився та грав п'ять років з 1990 до 1995 разом зі старшим братом Павлі. 1997 року батьки малих футболісті відправили Павлі на огляд у грецький ПАОК, а після того, як македонці підписали контракт з албанським футболістом сім'я разом із Крісті перебралася до Салоніків. Потім тренер місцевої команди «Агіос Георгіос» побачив Вангєлі, коли той тренувався у школі й запросив до клубу. Після першого ж тренування албанця узяли в команду. А через два роки у віці молодий спортсмен почав тренуватися з основним складом команди при тому, що йому було всього 15 років. 2001 року тренер клубу вирішив включити албанця у склад команди під час товариського матчу із місцевим клубом «Аріс».

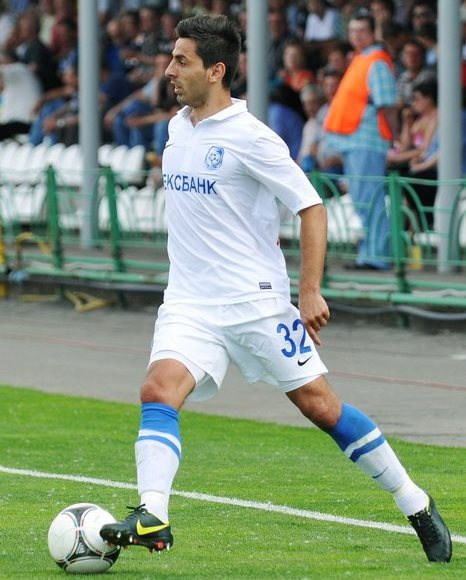
Крісті Вангєлі під час виступів за «Чорноморець». 19 травня 2013

#### «Аріс»
Після двох голів, забитих Вангєлі у ході матчу від клубу «Аріс» з'явилася пропозиція перейти до школи клубу із грецької суперліги. Такий контракт коштував відомому клубу 2 млн. драхм. В новому клубі футболіст змінив позицію нападника спочатку на опорного півзахисника, а потім у 2002 році, коли Вангєлі перевели до першого складу почав виступати на позиції флангового правого захисника. Вже після першого матчу Крісті було запропоновано його перший професійний контракт.
У дорослому футболі Крісті дебютував 2002 року виступами за команду клубу «Аріс». У клубі виступав як на правому, так і на лівому фланзі. Всього у чемпіонаті Греції провів дев'ять сезонів, взявши участь у 106 матчах чемпіонату, ще 10 у національному кубку та 14 у єврокубкових турнірах.

#### «Чорноморець»
До складу одеського «Чорноморець» приєднався 2011 року, підписавши контракт до 31 травня 2015 року, що коштував клубу 30 тис. €. Приєднавшись до клубу, що тільки но перейшов з першої ліги до прем'єр-ліги чемпіонату України, Крісті у першому сезоні 2011–2012 років відіграв 15 ігор у чемпіонаті та 1 кубку. Наступного сезону 2012–2013 років албанець вийшов до фіналу кубка України разом із командою, а у чемпіонаті клуб зайняв шосте місце. Це дало змогу наступного сезону зіграти у Лізі Європи та поборотись за Суперкубок України з донецьким «Шахтарем». І саме у національному суперкубку Крісті віддав гольову передачу новачку команди, Олексію Антонову, а той своєю чергою забив гол (3:1 на користь «гірників»). На початку 2014 року за обопільною згодою Крісті розірвав контракт із клубом.

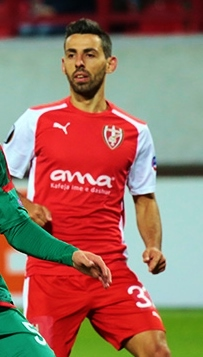
Крісті Вангєлі під час виступів за «Скендербеу». 2 жовтня 2015

#### Повернення в «Аріс»
Згодом після розірвання контракту з українським клубом Крісті повернувся у Грецію, де знову підписав контракт з «Арісом» із Салоніків, що розрахований на шість місяців.

### «Скендербеу»
У червні 2014 року підписав контракт з клубом «Скендербеу». Відтоді встиг відіграти за команду з Корчі 44 матчі в національному чемпіонаті.

### Збірна
Крісті також виступав за збірні своєї рідної країни. 3 вересня 2004 року він дебютував у молодіжній збірній Албанії у матчі проти молодіжної збірної Греції, яку албанці програли з рахунком 2:0. Подальша кар'єра у молодіжній збірній у цього гравця закінчилась після цього матчу.
2 червня 2007 року під керування Отто Барича Крісті було викликано у національної збірну Албанії і він дебютував у матчі кваліфікаційного раунду Чемпіонату Європи 2008 проти збірної Люксембургу. У цьому матчі албанці виграли 2:0, Вангєлі відіграв свої перші 17 хвилин за збірну. Надалі перспективного флангового захисника також викликали до збірної: під час кваліфікаційного раунду чемпіонату світу 2010, кваліфікаційного раунду чемпіонату Європи 2012 та на товариські матчі.
Наразі провів у формі головної команди країни 35 матчів.

## Статистика виступів

### Статистика клубних виступів
| Сезон                   | Команда                 | Чемпіонат               | Чемпіонат | Чемпіонат | Національний кубок | Національний кубок | Національний кубок | Континентальні кубки | Континентальні кубки | Континентальні кубки | Інші змагання | Інші змагання | Інші змагання | Усього | Усього |
| Сезон                   | Команда                 | Ліга                    | Ігор      | Голів     | Ліга               | Ігор               | Голів              | Ліга                 | Ігор                 | Голів                | Ліга          | Ігор          | Голів         | Ігор   | Голів  |
| ----------------------- | ----------------------- | ----------------------- | --------- | --------- | ------------------ | ------------------ | ------------------ | -------------------- | -------------------- | -------------------- | ------------- | ------------- | ------------- | ------ | ------ |
| 2003–04                 | «Аріс»                  | СЛ                      | 6         | 0         | КГ                 | 0                  | 0                  | -                    | -                    | -                    | -             | -             | -             | 6      | 0      |
| 2004–05                 | «Аріс»                  | СЛ                      | 9         | 0         | КГ                 | 0                  | 0                  | -                    | -                    | -                    | -             | -             | -             | 9      | 0      |
| 2005–06                 | «Аріс»                  | СЛ                      | 17        | 0         | КГ                 | 0                  | 0                  | КУЄФА                | 1                    | 0                    | -             | -             | -             | 18     | 0      |
| 2006–07                 | «Аріс»                  | СЛ                      | 18        | 0         | КГ                 | 1                  | 0                  | -                    | -                    | -                    | -             | -             | -             | 19     | 0      |
| 2007–08                 | «Аріс»                  | СЛ                      | 14+4      | 0         | КГ                 | 2                  | 0                  | КУЄФА                | 3                    | 0                    | -             | -             | -             | 23     | 0      |
| 2008–09                 | «Аріс»                  | СЛ                      | 8         | 0         | КГ                 | 0                  | 0                  | КУЄФА                | 2                    | 0                    | -             | -             | -             | 10     | 0      |
| 2009–10                 | «Аріс»                  | СЛ                      | 9+2       | 0         | КГ                 | 1                  | 0                  | -                    | -                    | -                    | -             | -             | -             | 12     | 0      |
| 2010–11                 | «Аріс»                  | СЛ                      | 22        | 0         | КГ                 | 1                  | 0                  | ЛЄ                   | 8                    | 0                    | -             | -             | -             | 31     | 0      |
| 2011–12                 | «Аріс»                  | СЛ                      | 1         | 0         | КГ                 | 0                  | 0                  | -                    | -                    | -                    | -             | -             | -             | 1      | 0      |
| 2011–12                 | «Чорноморець»           | ПЛ                      | 15        | 0         | КУ                 | 1                  | 0                  | -                    | -                    | -                    | -             | -             | -             | 16     | 0      |
| 2012–13                 | «Чорноморець»           | ПЛ                      | 6         | 0         | КУ                 | 1                  | 0                  | -                    | -                    | -                    | -             | -             | -             | 7      | 0      |
| 2013-14                 | «Чорноморець»           | ПЛ                      | 4         | 0         | КУ                 | 1                  | 0                  | ЛЄ                   | 1                    | 0                    | СУ            | 1             | 0             | 7      | 0      |
| Усього за «Чорноморець» | Усього за «Чорноморець» | Усього за «Чорноморець» | 25        | 0         |                    | 3                  | 0                  |                      | 1                    | 0                    |               | 1             | 0             | 30     | 0      |
| 2013-14                 | «Аріс»                  | СЛ                      | 11        | 0         | КГ                 | 0                  | 0                  | -                    | -                    | -                    | -             | -             | -             | 11     | 0      |
| Усього за «Аріс»        | Усього за «Аріс»        | Усього за «Аріс»        | 115+6     | 0         |                    | 5                  | 0                  |                      | 14                   | 0                    |               | -             | -             | 140    | 0      |
| 2014–15                 | «Скендербеу»            | С                       | 33        | 3         | КА                 | 5                  | 0                  | ЛЧ                   | 2                    | 0                    | СА            | 1             | 0             | 41     | 3      |
| 2015–16                 | «Скендербеу»            | С                       | 11        | 0         | КА                 | 2                  | 0                  | ЛЧ+ЛЄ                | 6+5                  | 0                    | СА            | 0             | 0             | 24     | 0      |
| Усього за «Скендербеу»  | Усього за «Скендербеу»  | Усього за «Скендербеу»  | 44        | 3         |                    | 7                  | 0                  |                      | 13                   | 0                    |               | 1             | 0             | 65     | 3      |
| Усього за кар'єру       | Усього за кар'єру       | Усього за кар'єру       | 184+6     | 3+0       |                    | 15                 | 0                  |                      | 28                   | 0                    |               | 2             | 0             | 235    | 3      |

### Статистика виступів за збірну
| Дата       | Місто          | Господарі            | Результат | Гості                | Турнір            | Голи | Примітки |
| ---------- | -------------- | -------------------- | --------- | -------------------- | ----------------- | ---- | -------- |
| 2-6-2007   | Тирана         | Албанія              | 2 – 0     | Люксембург           | Відбір до ЧЄ 2008 | -    | 74'      |
| 22-8-2007  | Тирана         | Албанія              | 3 – 0     | Мальта               | товариський матч  | -    |          |
| 12-9-2007  | Тирана         | Албанія              | 0 – 1     | Нідерланди           | Відбір до ЧЄ 2008 | -    |          |
| 13-10-2007 | Любляна        | Словенія             | 0 – 0     | Албанія              | Відбір до ЧЄ 2008 | -    |          |
| 17-10-2007 | Тирана         | Албанія              | 1 – 1     | Болгарія             | Відбір до ЧЄ 2008 | -    |          |
| 17-11-2007 | Тирана         | Албанія              | 2 – 4     | Білорусь             | Відбір до ЧЄ 2008 | -    | 38'      |
| 21-11-2007 | Бухарест       | Румунія              | 6 – 1     | Албанія              | Відбір до ЧЄ 2008 | -    | 37' 41'  |
| 27-5-2008  | Варшава        | Польща               | 1 – 0     | Албанія              | товариський матч  | -    |          |
| 20-8-2008  | Шкодер (місто) | Албанія              | 2 – 0     | Ліхтенштейн          | товариський матч  | -    | 46'      |
| 6-9-2008   | Тирана         | Албанія              | 0 – 0     | Швеція               | Відбір до ЧС 2010 | -    |          |
| 11-10-2008 | Будапешт       | Угорщина             | 2 – 0     | Албанія              | Відбір до ЧС 2010 | -    | 54'      |
| 15-10-2008 | Лісабон        | Португалія           | 0 – 0     | Албанія              | Відбір до ЧС 2010 | -    |          |
| 19-11-2008 | Азербайджан    | Азербайджан          | 1 – 1     | Албанія              | товариський матч  | -    | 8' 45'   |
| 11-2-2009  | Мальта         | Мальта               | 0 – 0     | Албанія              | Відбір до ЧС 2010 | -    | 46' 80'  |
| 28-3-2009  | Тирана         | Албанія              | 0 – 1     | Угорщина             | Відбір до ЧС 2010 | -    |          |
| 1-4-2009   | Копенгаген     | Данія                | 3 – 0     | Албанія              | Відбір до ЧС 2010 | -    | 61'      |
| 6-6-2009   | Тирана         | Албанія              | 1 – 2     | Португалія           | Відбір до ЧС 2010 | -    |          |
| 10-6-2009  | Тирана         | Албанія              | 1 – 1     | Грузія               | товариський матч  | -    | 54'      |
| 12-8-2009  | Тирана         | Албанія              | 6 – 1     | Кіпр                 | товариський матч  | -    | 61'      |
| 3-3-2010   | Тирана         | Албанія              | 1 – 0     | Північна Ірландія    | товариський матч  | -    |          |
| 2-6-2010   | Тирана         | Албанія              | 1 – 0     | Андорра              | товариський матч  | -    | 78'      |
| 11-8-2010  | Тирана         | Албанія              | 1 – 0     | Узбекистан           | товариський матч  | -    | 75'      |
| 3-9-2010   | Бухарест       | Румунія              | 1 – 1     | Албанія              | Відбір до ЧЄ 2012 | -    | 50'      |
| 8-10-2010  | Тирана         | Албанія              | 1 – 1     | Боснія і Герцеговина | Відбір до ЧЄ 2012 | -    |          |
| 12-10-2010 | Анталья        | Білорусь             | 2 – 0     | Албанія              | Відбір до ЧЄ 2012 | -    |          |
| 17-11-2010 | Тирана         | Албанія              | 0 – 0     | Північна Македонія   | товариський матч  | -    | 55'      |
| 9-2-2011   | Тирана         | Албанія              | 1 – 2     | Словенія             | товариський матч  | -    | 73'      |
| 26-3-2011  | Тирана         | Албанія              | 1 – 0     | Білорусь             | Відбір до ЧЄ 2012 | -    |          |
| 7-6-2011   | Боснія         | Боснія і Герцеговина | 2 – 0     | Албанія              | Відбір до ЧЄ 2012 | -    |          |
| 20-6-2011  | Буенос-Айрес   | Аргентина            | 4 – 0     | Албанія              | товариський матч  | -    |          |
| 10-8-2011  | Тирана         | Албанія              | 3 – 2     | Чорногорія           | товариський матч  | -    |          |
| 2-9-2011   | Тирана         | Албанія              | 1 – 2     | Франція              | Відбір до ЧЄ 2012 | -    |          |
| 6-9-2011   | Люксембург     | Люксембург           | 2 – 1     | Албанія              | Відбір до ЧЄ 2012 | -    |          |
| 7-10-2011  | Париж          | Франція              | 3 – 0     | Албанія              | Відбір до ЧЄ 2012 | -    | 49'      |
| 14-11-2012 | Женева         | Албанія              | 0 – 0     | Камерун              | товариський матч  | -    | 78'      |
| Усього     |                | Матчів               | 35        |                      | Голів             | 0    |          |

## Титули та досягнення

### Греція
- Фіналіст Кубка Греції (3): 2004–05, 2007–08, 2009–10.
- Бронзовий призер футбольної ліги Греції (1): 2005-06.

### Україна
- Фіналіст Кубка України (1): 2012-13.

### Албанія
- Чемпіон Албанії (4):  2014–15, 2015–16, 2017–18, 2019–20
- Володар Кубка Албанії (1):  2017–18
- Володар Суперкубка Албанії (2):  2014, 2018

### Румунія
- Володар Суперкубка Румунії (1):  2016